# 1972 dans les chemins de fer
Chronologie des chemins de fer
1971 dans les chemins de fer - 1972 - 1973 dans les chemins de fer

## Évènements
- France : retrait du service commercial des dernières locomotives à vapeur.
- Ouzbékistan (à l'époque intégré à l'URSS) : début de construction du métro de Tachkent, premier réseau souterrain de chemin de fer en Asie centrale

### Avril
- 3 avril, France : fermeture, par la SNCF, du tronçon Eu - Envermeu sur la ligne Eu - Dieppe; une partie de cette section est réutilisée par l'embranchement EDF de la centrale nucléaire de Penly.
- 30 avril, Royaume-Uni : suppression du Brighton Belle, le seul train Pullman électrique du monde, qui rélie Londres à Brighton.

### Juin
- 16 juin, France : Effondrement de la voûte du tunnel de Vierzy sur les deux trains circulant à ce moment-là : 108 morts[1] et 87 blessés[2].

### Septembre
- 11 septembre, États-Unis : mise en service à San Francisco (Californie) du BART (Bay Area Rapid Transit), système de trains express de voyageurs du type RER.
- 19 septembre, Pérou : création de l'entreprise nationale des chemins de fer du Pérou (Enafer, impresa nacional de ferrocarriles del Peru).

### Octobre
- 1er octobre, France : transfert à la RATP de la ligne de Saint-Germain-en-Laye pour la création du RER A.
- 1er octobre, Italie, France : suppression du TEE Mont-Cenis entre Milan et Lyon.

### Décembre
- 1er décembre, Pérou : les lignes de chemin de fer de la compagnie anglaise Peruvian Corporation Ltd sont vendues à l'entreprise publique Enafer.
- 5 décembre, France : record de vitesse (318 km/h) établi par la SNCF avec le TGV 001 sur la ligne des Landes.